# Luze
Luze és un municipi francès situat al departament de l'Alt Saona i a la regió de Borgonya - Franc Comtat. L'any 2007 tenia 727 habitants.

## Demografia

### Població
El 2007 la població de fet de Luze era de 727 persones. Hi havia 272 famílies, de les quals 44 eren unipersonals (20 homes vivint sols i 24 dones vivint soles), 100 parelles sense fills, 112 parelles amb fills i 16 famílies monoparentals amb fills.
La població ha evolucionat segons el següent gràfic:
Habitants censats

### Habitatges
El 2007 hi havia 292 habitatges, 281 eren l'habitatge principal de la família, 3 eren segones residències i 8 estaven desocupats. 278 eren cases i 12 eren apartaments. Dels 281 habitatges principals, 252 estaven ocupats pels seus propietaris, 22 estaven llogats i ocupats pels llogaters i 7 estaven cedits a títol gratuït; 3 tenien dues cambres, 28 en tenien tres, 57 en tenien quatre i 193 en tenien cinc o més. 247 habitatges disposaven pel capbaix d'una plaça de pàrquing. A 95 habitatges hi havia un automòbil i a 169 n'hi havia dos o més.

### Piràmide de població
La piràmide de població per edats i sexe el 2009 era:
| Homes | Edats   | Dones |
| ----- | ------- | ----- |
| 0     | 95 o +  | 0     |
| 0     | 90 a 94 | 4     |
| 0     | 85 a 89 | 4     |
| 0     | 80 a 84 | 0     |
| 8     | 75 a 79 | 4     |
| 12    | 70 a 74 | 16    |
| 16    | 65 a 69 | 28    |
| 20    | 60 a 64 | 24    |
| 8     | 55 a 59 | 16    |
| 72    | 50 a 54 | 36    |
| 16    | 45 a 49 | 44    |
| 28    | 40 a 44 | 24    |
| 28    | 35 a 39 | 36    |
| 12    | 30 a 34 | 20    |
| 12    | 25 a 29 | 16    |
| 24    | 20 a 24 | 12    |
| 32    | 15 a 19 | 32    |
| 36    | 10 a 14 | 16    |
| 8     | 5 a 9   | 16    |
| 8     | 0 a 4   | 12    |

## Economia
El 2007 la població en edat de treballar era de 488 persones, 369 eren actives i 119 eren inactives. De les 369 persones actives 348 estaven ocupades (195 homes i 153 dones) i 21 estaven aturades (10 homes i 11 dones). De les 119 persones inactives 43 estaven jubilades, 43 estaven estudiant i 33 estaven classificades com a «altres inactius».

### Ingressos
El 2009 a Luze hi havia 285 unitats fiscals que integraven 754 persones, la mediana anual d'ingressos fiscals per persona era de 21.050 €.

### Activitats econòmiques
Dels 18 establiments que hi havia el 2007, 3 eren d'empreses de fabricació d'altres productes industrials, 4 d'empreses de construcció, 1 d'una empresa de comerç i reparació d'automòbils, 2 d'empreses d'hostatgeria i restauració, 1 d'una empresa financera, 1 d'una empresa immobiliària, 2 d'empreses de serveis, 1 d'una entitat de l'administració pública i 3 d'empreses classificades com a «altres activitats de serveis».
Dels 8 establiments de servei als particulars que hi havia el 2009, 1 era un taller de reparació d'automòbils i de material agrícola, 1 guixaire pintor, 1 electricista, 1 empresa de construcció, 1 perruqueria, 2 restaurants i 1 agència immobiliària.
L'any 2000 a Luze hi havia 3 explotacions agrícoles.

## Equipaments sanitaris i escolars
El 2009 hi havia una escola elemental.

## Poblacions més properes
El següent diagrama mostra les poblacions més properes.